# Vuelta a España 2024/5. Etappe
Die 5. Etappe der Vuelta a España 2024 fand am 21. August 2024 statt. Mit keiner einzigen Bergwertung stellte sie den flachsten Abschnitt der 79. Austragung des spanischen Etappenrennens dar. Die Strecke führte von Fuente del Maestre über 177 Kilometer ins südliche Sevilla. Nach der Etappe hatten die Fahrer 744,6 Kilometer absolviert, was 22,55 % der Gesamtdistanz entspricht.
Den Etappensieg sicherte sich der Tscheche Pavel Bittner (Team dsm-firmenich PostNL), der sich im Massensprint vor Wout van Aert (Team Visma-Lease a Bike) und Kaden Groves (Alpecin-Deceuninck) durchsetzte. Primož Roglič (Red Bull–Bora–Hansgrohe) verteidigte das Rote Trikot.

## Streckenverlauf
Nach dem offiziellen Start führte die Strecke über Zafra, Medina de las Torres, Valencia del Ventoso, Segura de León und Arroyomolinos de León nach Santa Olalla del Cala, ehe die Straße leicht abschüssig nach El Ronquillo verlief. Kurz darauf musste eine kurze, flache und nicht-kategorisierte Steigung bei Kilometer 120 absolviert werden. In La Algaba wurde 24,6 Kilometer vor dem Ziel der einzige Zwischensprint ausgefahren, bei dem auch Zeitbonifikationen vergeben wurden. Die letzten 17 Kilometer wurden im Stadtgebiet von Sevilla zurückgelegt.
|                       | Ort                | Kilometer |
| --------------------- | ------------------ | --------- |
| neutralisierter Start | Fuente del Maestre | −7,7      |
| offizieller Start     | N-432              | 0         |
| Zwischensprint        | La Algaba          | 152,4     |
| Bonussprint           | La Algaba          | 152,4     |
| Ziel                  | Sevilla            | 177       |

## Rennverlauf
Unmittelbar nach dem offiziellen Start setzten sich mit Txomin Juaristi (Euskaltel-Euskadi) und Ibon Ruiz (Kern Pharma) zwei Fahrer vom Hauptfeld ab. Die beiden fuhren einen maximalen Vorsprung von rund sechs Minuten heraus, während die Mannschaften Visma-Lease a Bike und Alpecin-Deceuninck die Nachführarbeit im Peloton übernahmen.
Die beiden Ausreißer wurden noch vor dem Zwischensprint in La Algaba gestellt, wo sich Kaden Groves (Alpecin-Deceuninck) vor Wout van Aert (Visma-Lease a Bike) die meisten Punkte sicherte. Dahinter holte Nico Denz (Red Bull–Bora–Hansgrohe) die verbliebenen Zeitbonifikationen. Nachdem Sevilla erreicht worden war, kamen Rui Costa und Owain Doull (beide EF Education-EasyPost) in einer Linkskurve zu Fall, wobei Ersterer das Rennen aufgeben musste. Im Zielsprint setzte sich der 21-jährige Tscheche Pavel Bittner (dsm-firmenich PostNL) durch, der erstmals eine Grand-Tour-Etappe gewinnen konnte. Dahinter folgten Wout van Aert und Kaden Groves.
In der Gesamtwertung brachte die 5. Etappe keine nennenswerten Veränderungen Primož Roglič (Red Bull–Bora–Hansgrohe) verteidigte das Rote Trikot und lag nach wie vor acht Sekunden vor João Almeida (UAE Team Emirates). Auf dem dritten Rang folgte weiterhin Enric Mas (Movistar) mit einem Rückstand von 32 Sekunden. Wout van Aert verteidigte die Führung in der Punktewertung und baute seinen Vorsprung gegenüber Kaden Groves auf 13 Punkte aus. Da im Verlauf der Etappe keine Bergpunkte vergeben wurde, blieb Sylvain Moniquet (Lotto Dstny) an der Spitze der Bergwertung. Das UAE Team Emirates führte weiterhin die Mannschaftswertung an, während Ibon Ruiz zum aktivsten Fahrer gewählt wurde. Nach der Aufgabe von Rui Costa verblieben noch 174 Fahrer im Rennen.

## Ergebnis
| \| Etappenergebnis \| Etappenergebnis \| Etappenergebnis \| Etappenergebnis \| Etappenergebnis \| \| Fahrer \| Fahrer \| Land \| Team \| Zeit \| \| --------------- \| ------------------ \| --------------- \| -------------------------- \| --------------- \| \| 1. \| Pavel Bittner \| Tschechien \| Team dsm-firmenich PostNL \| 4 h 25 min 28 s \| \| 2. \| Wout van Aert \| Belgien \| Team Visma \\| Lease a Bike \| + 0 s \| \| 3. \| Kaden Groves \| Australien \| Alpecin-Deceuninck \| + 0 s \| \| 4. \| Bryan Coquard \| Frankreich \| Cofidis \| + 0 s \| \| 5. \| Stefan Küng \| Schweiz \| Groupama-FDJ \| + 0 s \| \| 6. \| Corbin Strong \| Neuseeland \| Israel-Premier Tech \| + 0 s \| \| 7. \| Jhonatan Narváez \| Ecuador \| Ineos Grenadiers \| + 0 s \| \| 8. \| Arne Marit \| Belgien \| Intermarché-Wanty \| + 0 s \| \| 9. \| Gianmarco Garofoli \| Italien \| Astana Qazaqstan Team \| + 0 s \| \| 10. \| Antonio Jesús Soto \| Spanien \| Equipo Kern Pharma \| + 0 s \| |                    |            |                            |                 |
| |                    |            |                            |                 |
| Quelle: ProCyclingStats |                    |            |                            |                 |
| Etappenergebnis |                    |            |                            |                 |
| Fahrer | Fahrer             | Land       | Team                       | Zeit            |
| 1. | Pavel Bittner      | Tschechien | Team dsm-firmenich PostNL  | 4 h 25 min 28 s |
| 2. | Wout van Aert      | Belgien    | Team Visma \| Lease a Bike | + 0 s           |
| 3. | Kaden Groves       | Australien | Alpecin-Deceuninck         | + 0 s           |
| 4. | Bryan Coquard      | Frankreich | Cofidis                    | + 0 s           |
| 5. | Stefan Küng        | Schweiz    | Groupama-FDJ               | + 0 s           |
| 6. | Corbin Strong      | Neuseeland | Israel-Premier Tech        | + 0 s           |
| 7. | Jhonatan Narváez   | Ecuador    | Ineos Grenadiers           | + 0 s           |
| 8. | Arne Marit         | Belgien    | Intermarché-Wanty          | + 0 s           |
| 9. | Gianmarco Garofoli | Italien    | Astana Qazaqstan Team      | + 0 s           |
| 10. | Antonio Jesús Soto | Spanien    | Equipo Kern Pharma         | + 0 s           |

## Gesamtstände
| \| Gesamtwertung \| Gesamtwertung \| Gesamtwertung \| Gesamtwertung \| Gesamtwertung \| \| Fahrer \| Fahrer \| Land \| Team \| Zeit \| \| ------------- \| ------------------- \| ------------------ \| -------------------------- \| ---------------- \| \| 1. \| Primož Roglič \| Slowenien \| Red Bull-Bora-Hansgrohe \| 18 h 58 min 36 s \| \| 2. \| João Almeida \| Portugal \| UAE Team Emirates \| + 8 s \| \| 3. \| Enric Mas \| Spanien \| Movistar Team \| + 32 s \| \| 4. \| Antonio Tiberi \| Italien \| Bahrain Victorious \| + 38 s \| \| 5. \| Lennert Van Eetvelt \| Belgien \| Lotto Dstny \| + 41 s \| \| 6. \| Felix Gall \| Österreich \| Decathlon-AG2R La Mondiale \| + 47 s \| \| 7. \| Brandon McNulty \| Vereinigte Staaten \| UAE Team Emirates \| + 50 s \| \| 8. \| Mattias Skjelmose \| Dänemark \| Lidl-Trek \| + 58 s \| \| 9. \| Mikel Landa \| Spanien \| Soudal Quick-Step \| + 58 s \| \| 10. \| Alexander Wlassow \| Neutrales Banner \| Red Bull-Bora-Hansgrohe \| + 1 min 00 s \| |                     |                    |                            |                  |
| |                     |                    |                            |                  |
| Quelle: ProCyclingStats |                     |                    |                            |                  |
| Gesamtwertung |                     |                    |                            |                  |
| Fahrer | Fahrer              | Land               | Team                       | Zeit             |
| 1. | Primož Roglič       | Slowenien          | Red Bull-Bora-Hansgrohe    | 18 h 58 min 36 s |
| 2. | João Almeida        | Portugal           | UAE Team Emirates          | + 8 s            |
| 3. | Enric Mas           | Spanien            | Movistar Team              | + 32 s           |
| 4. | Antonio Tiberi      | Italien            | Bahrain Victorious         | + 38 s           |
| 5. | Lennert Van Eetvelt | Belgien            | Lotto Dstny                | + 41 s           |
| 6. | Felix Gall          | Österreich         | Decathlon-AG2R La Mondiale | + 47 s           |
| 7. | Brandon McNulty     | Vereinigte Staaten | UAE Team Emirates          | + 50 s           |
| 8. | Mattias Skjelmose   | Dänemark           | Lidl-Trek                  | + 58 s           |
| 9. | Mikel Landa         | Spanien            | Soudal Quick-Step          | + 58 s           |
| 10. | Alexander Wlassow   | Neutrales Banner   | Red Bull-Bora-Hansgrohe    | + 1 min 00 s     |

| Punktewertung | Punktewertung       | Punktewertung | Punktewertung              | Punktewertung |
| Fahrer        | Fahrer              | Land          | Team                       | Punkte        |
| ------------- | ------------------- | ------------- | -------------------------- | ------------- |
| 1.            | Wout van Aert       | Belgien       | Team Visma \| Lease a Bike | 158 P.        |
| 2.            | Kaden Groves        | Australien    | Alpecin-Deceuninck         | 145 P.        |
| 3.            | Pavel Bittner       | Tschechien    | Team dsm-firmenich PostNL  | 81 P.         |
| 4.            | Corbin Strong       | Neuseeland    | Israel-Premier Tech        | 49 P.         |
| 5.            | Jon Aberasturi      | Spanien       | Euskaltel-Euskadi          | 37 P.         |
| 6.            | Luis Ángel Maté     | Spanien       | Euskaltel-Euskadi          | 35 P.         |
| 7.            | Ibon Ruiz           | Spanien       | Equipo Kern Pharma         | 34 P.         |
| 8.            | Lennert Van Eetvelt | Belgien       | Lotto Dstny                | 33 P.         |
| 9.            | Stefan Küng         | Schweiz       | Groupama-FDJ               | 32 P.         |
| 10.           | Mathias Vacek       | Tschechien    | Lidl-Trek                  | 32 P.         |

| Bergwertung | Bergwertung         | Bergwertung | Bergwertung                | Bergwertung |
| Fahrer      | Fahrer              | Land        | Team                       | Punkte      |
| ----------- | ------------------- | ----------- | -------------------------- | ----------- |
| 1.          | Sylvain Moniquet    | Belgien     | Lotto Dstny                | 16 P.       |
| 2.          | Filippo Zana        | Italien     | Team Jayco AlUla           | 11 P.       |
| 3.          | Primož Roglič       | Slowenien   | Red Bull-Bora-Hansgrohe    | 10 P.       |
| 4.          | Luis Ángel Maté     | Spanien     | Euskaltel-Euskadi          | 9 P.        |
| 5.          | Bruno Armirail      | Frankreich  | Decathlon-AG2R La Mondiale | 7 P.        |
| 6.          | Lennert Van Eetvelt | Belgien     | Lotto Dstny                | 6 P.        |
| 7.          | João Almeida        | Portugal    | UAE Team Emirates          | 4 P.        |
| 8.          | Xabier Isasa        | Spanien     | Euskaltel-Euskadi          | 3 P.        |
| 9.          | Mikel Bizkarra      | Spanien     | Euskaltel-Euskadi          | 3 P.        |
| 10.         | Ibon Ruiz           | Spanien     | Equipo Kern Pharma         | 3 P.        |

| Nachwuchswertung | Nachwuchswertung    | Nachwuchswertung       | Nachwuchswertung           | Nachwuchswertung |
| Fahrer           | Fahrer              | Land                   | Team                       | Zeit             |
| ---------------- | ------------------- | ---------------------- | -------------------------- | ---------------- |
| 1.               | Antonio Tiberi      | Italien                | Bahrain Victorious         | 18 h 59 min 14 s |
| 2.               | Lennert Van Eetvelt | Belgien                | Lotto Dstny                | + 3 s            |
| 3.               | Mattias Skjelmose   | Dänemark               | Lidl-Trek                  | + 20 s           |
| 4.               | Matthew Riccitello  | Vereinigte Staaten     | Israel-Premier Tech        | + 26 s           |
| 5.               | Isaac Del Toro      | Mexiko                 | UAE Team Emirates          | + 48 s           |
| 6.               | Carlos Rodríguez    | Spanien                | Ineos Grenadiers           | + 52 s           |
| 7.               | Florian Lipowitz    | Deutschland            | Red Bull-Bora-Hansgrohe    | + 1 min 12 s     |
| 8.               | Cian Uijtdebroeks   | Belgien                | Team Visma \| Lease a Bike | + 1 min 38 s     |
| 9.               | Thymen Arensman     | Niederlande            | Ineos Grenadiers           | + 2 min 19 s     |
| 10.              | Max Poole           | Vereinigtes Königreich | Team dsm-firmenich PostNL  | + 3 min 35 s     |

| Mannschaftswertung | Mannschaftswertung         | Mannschaftswertung           | Mannschaftswertung |
| Team               | Team                       | Land                         | Zeit               |
| ------------------ | -------------------------- | ---------------------------- | ------------------ |
| 1.                 | UAE Team Emirates          | Vereinigte Arabische Emirate | 56 h 57 min 29 s   |
| 2.                 | Red Bull-Bora-Hansgrohe    | Deutschland                  | + 1 min 19 s       |
| 3.                 | Decathlon-AG2R La Mondiale | Frankreich                   | + 2 min 42 s       |
| 4.                 | Movistar Team              | Spanien                      | + 3 min 07 s       |
| 5.                 | Bahrain Victorious         | Bahrain                      | + 4 min 14 s       |
| 6.                 | Israel-Premier Tech        | Israel                       | + 4 min 36 s       |
| 7.                 | Ineos Grenadiers           | Vereinigtes Königreich       | + 5 min 22 s       |
| 8.                 | Groupama-FDJ               | Frankreich                   | + 7 min 42 s       |
| 9.                 | Team Visma \| Lease a Bike | Niederlande                  | + 9 min 10 s       |
| 10.                | Astana Qazaqstan Team      | Kasachstan                   | + 10 min 26 s      |

## Ausgeschiedene Fahrer
Rui Costa (EF Education-EasyPost) gab das Rennen nach einem Sturz auf